# 山田和英
山田 和英（やまだ かずひで、1958年12月5日 - ）は、大阪府富田林市出身の元プロ野球選手（投手）。
イタリア系アメリカ人の父と日本人の母を持つ二世で、現役時代は、そのスタイルとマスクで阪神タイガースファンに人気があった。

## 経歴
大阪・柏原高校（現・東大阪大学柏原高等学校）では高校三年生から本格的に投手をはじめエースとして活躍。1975年（昭和50年）秋季近畿大会大阪府予選準々決勝に進むが、当時ＮＯ１大鉄高校（現・阪南大学高等学校）に敗退ベスト８に終わる。非常に優れた身体能力と運動神経を持ち、人並み外れたバネを生かした投球フォームで、球威ある快速球に加えてドロップ（縦に割れるカーブ）を武器に投げ込み、当時の関西No.1本格右腕として脚光を浴び、12球団のスカウトマンが連日、学校や家へ挨拶に来たほどの逸材であった。
1976年（昭和51年）のドラフト会議で阪神タイガースから6位指名（当時ドラフト1位と、同等の契約金・年俸の提示）されるが、恩師や両親らの反対もあり入団を拒否し、黄金時代の大阪商業大学へと進学しエースとして活躍した。在籍中には旧関西六大学野球リーグ2回優勝。1977年（昭和52年）第8回明治神宮野球大会、1979年（昭和54年）第28回全日本大学野球選手権大会に出場する。大学同期に投の二本柱であった堀井恒雄がいた。
1980年（昭和55年）のドラフト会議で再び阪神タイガースから4位で指名され、4年越しでの念願のプロ入りとなった。1年目から即戦力と大きく期待され、一軍のアメリカ・アリゾナテンピのキャンプに参加しながらもプロ入り後は肩・肘の故障に悩まされた。1983年、（昭和58年）セントラルリーグペナントレース開幕から一軍スタートを切るが、本来の力を発揮する事無く、一軍初登板の4月24日の中日2回戦（ナゴヤ球場）で金山卓嗣にホームランを打たれるなど1回4失点と打ち込まれ、その後は、肩・肘の持病が治らず1軍に戻ることなく、同年に引退する。
引退後は実業家として活躍しながら「公益法人全国野球振興会日本プロ野球OBクラブ会員」に所属し、全国少年少女野球教室の講師として野球の普及や指導に力を注ぎ、その指導方法は高く評価され、中国のプロ野球チームから監督のオファーも来ている。
現在は、日本野球共栄振興協会会長ならび代表兼塾長として「ＨＡＮＡＢＵＳＡ（英）野球塾」を開塾し、そして更に、高校で硬式野球をする為の、心・技・体を鍛える中学生を対象とした硬式野球球団大阪レンジャーズヤングの会長兼監督（全日本少年硬式野球連盟・ヤングリーグ大阪支部）創設者となりチームを立ち上げるなど、たくさんの教え子たちが高校・大学野球で活躍している。又、自分自身が故障で苦しみ悩んだ事の経験を生かしアドバイスをしながら、小学生・中学生に礼儀礼節、野球の面白さや基本動作・基礎体力向上の反復練習など技術指導を行ないつつ『一期一会』を大切にしている。

## 詳細情報

### 年度別投手成績
| 年 度     | 球 団     | 登 板 | 先 発 | 完 投 | 完 封 | 無 四 球 | 勝 利 | 敗 戦 | セ 丨 ブ | ホ 丨 ル ド | 勝 率 | 打 者 | 投 球 回 | 被 安 打 | 被 本 塁 打 | 与 四 球 | 敬 遠 | 与 死 球 | 奪 三 振 | 暴 投 | ボ 丨 ク | 失 点 | 自 責 点 | 防 御 率 | W H I P |
| --------- | --------- | ----- | ----- | ----- | ----- | -------- | ----- | ----- | -------- | ----------- | ----- | ----- | -------- | -------- | ----------- | -------- | ----- | -------- | -------- | ----- | -------- | ----- | -------- | -------- | ------- |
| 1983      | 阪神      | 1     | 0     | 0     | 0     | 0        | 0     | 0     | 0        | --          | ----  | 8     | 1.0      | 5        | 1           | 1        | 0     | 0        | 1        | 0     | 0        | 4     | 4        | 36.00    | 6.00    |
| 通算：1年 | 通算：1年 | 1     | 0     | 0     | 0     | 0        | 0     | 0     | 0        | --          | ----  | 8     | 1.0      | 5        | 1           | 1        | 0     | 0        | 1        | 0     | 0        | 4     | 4        | 36.00    | 6.00    |

### 記録
- 初登板：1983年4月24日、対中日ドラゴンズ2回戦（ナゴヤ球場）、8回裏に5番手として救援登板・完了、1回4失点
- 初奪三振：同上、8回裏に三沢淳から

### 背番号
- 58 （1981年 - 1983年）